# Bouskoura
Bouskoura (en berbère : Busekkurt ; en arabe : بوسكورة) est une ville marocaine située dans la province de Nouaceur, à une vingtaine de kilomètres au sud de Casablanca. 
Depuis les élections communales de 2021, son président est Taha Bouchaïb (en arabe : بوشعيب طه).

## Gestion

### Élus communaux
Depuis les élections communales 2021, le Président de la Commune de Bouskoura est Monsieur Taha Bouchaib (بوشعيب طه).
Il est également député de la province au sein de la Chambre des Représentants. Parmi les élus de la ville, on compte les personnes suivantes :
| Membres du conseil municipal de Bouskoura |                      |                                                           |
| Bouchaïb Taha                             | بوشعيب طه            | Président de la Commune Député de la province de Nouaceur |
|                                           | فوزية سمان           | Membre du Conseil Municipal                               |
|                                           | احمد ماهر            | Membre du Conseil Municipal                               |
|                                           | حسنة سعدي            | Membre du Conseil Municipal                               |
|                                           | عبد الكريم المالكي   | Membre du Conseil Municipal                               |
|                                           | نجمة اقدادري         | Membre du Conseil Municipal                               |
|                                           | محمد الكرامسي        | Membre du Conseil Municipal                               |
|                                           | عبد الحميد سعدي      | Membre du Conseil Municipal                               |
|                                           | احمد الشفيق          | Membre du Conseil Municipal                               |
|                                           | رحمة رحيوي           | Membre du Conseil Municipal                               |
|                                           | عبد الله الامين      | Membre du Conseil Municipal                               |
|                                           | مريم املكي           | Membre du Conseil Municipal                               |
|                                           | الحداوي الغربي       | Membre du Conseil Municipal                               |
|                                           | عبد الهادي قريما     | Membre du Conseil Municipal                               |
|                                           | محمد سافري           | Membre du Conseil Municipal                               |
|                                           | هند الامين           | Membre du Conseil Municipal                               |
|                                           | محمد السالماني       | Membre du Conseil Municipal                               |
|                                           | وداد العجل           | Membre du Conseil Municipal                               |
|                                           | محمد الطريق          | Membre du Conseil Municipal                               |
|                                           | عبدالقادر غزلان      | Membre du Conseil Municipal                               |
|                                           | خديجة كيزال          | Membre du Conseil Municipal                               |
|                                           | نبيل السا لماني      | Membre du Conseil Municipal                               |
|                                           | خالد بركوش           | Membre du Conseil Municipal                               |
|                                           | خديجة كرام           | Membre du Conseil Municipal                               |
|                                           | محمد امين الداكير    | Membre du Conseil Municipal                               |
|                                           | فوزية النبجيكي       | Membre du Conseil Municipal                               |
|                                           | عبد المولى العسري    | Membre du Conseil Municipal                               |
|                                           | فاطمة الزهراء اسيب   | Membre du Conseil Municipal                               |
|                                           | عبد الصمد لمعيدر     | Membre du Conseil Municipal                               |
|                                           | فاطمة ومو            | Membre du Conseil Municipal                               |
|                                           | احمد العطار          | Membre du Conseil Municipal                               |
|                                           | نجيب سعدي            | Membre du Conseil Municipal                               |
|                                           | عبد الهادي السالماني | Membre du Conseil Municipal                               |
|                                           | عثمان احميان         | Membre du Conseil Municipal                               |
|                                           | رضا نعور             | Membre du Conseil Municipal                               |

En nombre de voix, les 3 listes qui arrivent en tête aux élections 2021 sont celles de : 
- Bouchaib Taha (بوشعيب طه) sous la bannière de l'Istiqlal
- Ahmed Chafiq (احمد الشفيق) sous la bannière du PAM
- Mohamed Safri (محمد سافري) sous la bannière du RNI

## Personnalités
L'acteur Aziz Saâd Allah est mort le mardi 13 octobre 2020, à Bouskoura.

## Géographie
La forêt de Bouskoura attire un grand nombre des Casablancais, les week-ends et les jours fériés.
Bouskoura a deux mosquées Hassan toutes deux construites par le roi d'Arabie saoudite, mais aussi un petit tunnel sous le chemin de fer qui passe par Bouskoura dont les travaux vont bientôt finir après des dizaines d'années d'arrêt pour des raisons inconnues.

## Démographie
La ville de Bouskoura compte 102 036 habitants selon le recensement du HCP effectué en 2014.
Selon les projections du HCP, elle compterait autour de 150 000 habitants en 2022.
Ce chiffre n'est pas vérifié car le nouveau recensement n'a pas encore été effectué.

## Pollution
Le rapport du Fonds mondial pour la nature indique que la région de Bouskoura est la plus polluée du Maroc. L'oued de Bouskoura qui était un milieu aquatique où vivaient beaucoup d'animaux (dizaines d'espèces de tigres, lions, chiens, chats...) est gravement pollué par le déversement des déchets industriels des usines alentour. De plus, en 2021 la proximité de la décharge de Houbous Médiouna pose des soucis de pollutions de l'air.

### Sources
- (en) Bouskoura sur le site de Falling Rain Genomics, Inc.